# دالاس هولم
دالاس هولم (بالإنجليزية: Dallas Holm)‏ هو مغن مؤلف ومغني أمريكي، ولد في 5 نوفمبر 1948.

## وصلات خارجية
- الموقع الرسمي
- دالاس هولم على موقع ميوزك برينز (الإنجليزية)
- دالاس هولم على موقع ديسكوغز (الإنجليزية)